# Вири (село)
Вири (рос. Выры) — село в Майнському районі Ульяновської області Російської Федерації.
Населення становить 101 особу. Входить до складу муніципального утворення Вировське сільське поселення.

## Історія
Від 2004 року входить до складу муніципального утворення Вировське сільське поселення.

## Населення
| 2010 |
| ---- |
| 101  |